# Полонез Огинского
Полонез Огинского, также «Проща́ние с Ро́диной» (пол. Pożegnanie Ojczyzny, авторское обозначение — Полонез № 13) — полонез ля минор, написанный польским композитором Михаилом Огинским. Полонез был написан в 1794 году, предположительно в имении Залесье недалеко от Сморгони (ныне Гродненская область). Один из самых известных полонезов. Считается, что Огинский написал это произведение, покидая Речь Посполитую после подавления российскими войсками восстания Костюшко, в котором он принимал участие.
Первоначально было написано для клавира, существуют переложения для различных инструментов и оркестровка. Полонез записан рядом известных исполнителей, в том числе Вандой Ландовской (на клавесине). Ансамбль «Песняры» исполняет полонез Огинского с текстом на русском и белорусском языках, написанным руководителем коллектива Вячеславом Шараповым, а также на польском (автор — А. Ковалевский) и украинском (перевод Бориса Гридина). Также известен белорусский текст, написанный бардом и поэтом Сяржуком Соколовым-Воюшем.
«Полонез Огинского» дал название одноимённому фильму. В московском метрополитене до 2017 года начальные такты полонеза Огинского звучали при попытке неоплаченного прохода через турникеты типа АКП-73М.
«Полонез Огинского» рассматривался как вариант государственного гимна Белоруссии, однако, по мнению государственной комиссии, отклонившей этот вариант, он слишком сложен для исполнения и понимания в качестве официального гимна. По другим сведениям, комиссию смутили польские коннотации слова «полонез».

## В кино
- Полонез Огинского — фильм режиссёра Льва Голуба, снятый на киностудии Беларусьфильм в 1971 году